# Антокольский, Лев Моисеевич
Лев Моисе́евич Антоко́льский (Лев Мо́вшевич, 30 мая [11 июня] 1872, Вильно, Российская империя — декабрь 1942, Стерлитамак, Башкирская АССР, РСФСР) — русский и советский художник.

## Биография
Лев Мовшевич (Моисеевич) Антокольский родился 30 мая (по старому стилю) 1872 года в Вильне, в семье купца второй гильдии Мовши Лейбовича Антокольского (1836—1902) и Соры-Мерьям Юделевны (Мерки Иделевны) Антокольской (в девичестве Герштейн, 1839—?), также уроженцев Вильны.
Окончил Виленскую школу рисования. В 1891, 1893—1900 учился в Императорской Академии художеств в мастерской у И. Е. Репина, которую окончил со званием художника. Получил звание художника за картину «Саломея — дочь Иродиады» (2.11.1900).
По окончании учёбы в Санкт-Петербурге вернулся в Вильну. До 1912 жил в Вильне, преподавал рисование в школах, руководил классами рисования в художественно-промышленным обществе. Первый учитель художника Лазаря Сегала. В 1908 стал одним из организаторов «Виленского художественного общества» и членом правления общества. Много писал статей по искусству и обзоров выставок, публиковавшихся, в частности, в виленской газете «Северо-западный голос».
В феврале 1911 года участвовал во Втором съезде художников Российской империи.
С 1912 года жил и работал в Москве.
Заместитель редактора и художник журнала «Малярное дело» (1930—1932).

## Семья
- Жена — Роха-Песя Пейсаховна Антокольская, сыновья Марк (1906) и Михаил (Моисей, 1908).
- Племянники — поэт Павел Григорьевич Антокольский (сын брата Гершона Мовшевича Антокольского), гидролог Лев Григорьевич Бегам (сын сестры Елены Моисеевны Антокольской) и этнограф Марк Осипович Косвен (сын сестры Блюмы Мовшевны Антокольской).
- Двоюродный племянник скульптора Марка Антокольского[4].

## Творчество
Писал на исторические темы, библейские сюжеты, сцены из еврейского быта, пейзажи Вильно, натюрморты, многое в традициях передвижников. Занимался портретом. В 20-х годах работал над общественными зданиями, в частности, расписывал кинотеатры «Одеон», «Модерн» (что в гостинице «Метрополь»), оформлял Всероссийскую сельскохозяйственную выставку (1923). Разработал и исполнил проект комплексной раскраски некоторых районов Москвы (1929).
В 1903—1904 нарисовал серию портретов библейских персонажей на открытках, изданных типографией Г. Ламберта по заказу «Московского бюро техники».
В 1927—1934 годах принимал участие в составлении «Технической энциклопедии» под редакцией Л. К. Мартенса, автор статей из подраздела «краски».

## Выставки
В 1903—1910 принимал участие в весенних выставках петербургской Академии искусств, в Вильне — в выставках Виленского художественного общества, позднее — в выставках «Общества И. Е. Репина» (1927—1928).

## Галерея
Работы хранятся в Государственном Русском музее, Одесском художественном музее, Литовском Художественном музее.